# A Contemporary Case for Common Ownership
 (juillet 2025).
Pour plus de détails, voir Fiche technique et Distribution.
A Contemporary Case for Common Ownership est un film britannique réalisé par Ken Loach, sorti en 1995.

## Fiche technique
- Titre : A Contemporary Case for Common Ownership
- Réalisation : Ken Loach
- Pays d'origine : Royaume-Uni
- Format : Couleurs
- Genre : Documentaire
- Durée : 22 minutes
- Date de sortie : 1995